# Asyneuma trichostegium
Asyneuma trichostegium är en klockväxtart som först beskrevs av Pierre Edmond Boissier, och fick sitt nu gällande namn av Joseph Friedrich Nicolaus Bornmüller. Asyneuma trichostegium ingår i släktet Asyneuma och familjen klockväxter. Inga underarter finns listade i Catalogue of Life.